# Ağamalılar
Ağamalılar è un comune dell'Azerbaigian situato nel distretto di İmişli. Conta una popolazione di 542 abitanti.